# Dhoti
La dhoti — de l'hindi धोती (dhotī), parfois notée dhuti et autrefois appelée paridhana — est un vêtement à l'usage des hommes, traditionnel au Bengale et dans la vallée du Gange et qui a été adopté dans une grande partie de l'Inde. Il consiste en une pièce rectangulaire de cotonnade fine d'environ 5 m sur 1,20 m. Généralement blanc ou couleur crème, il se noue autour de la taille, et l'un de ses pans, passant entre les jambes, est fixée dans la ceinture ainsi constituée, le drapé formant un pantalon léger et aéré, un vêtement idéal dans le climat chaud du sous-continent.

## Usage

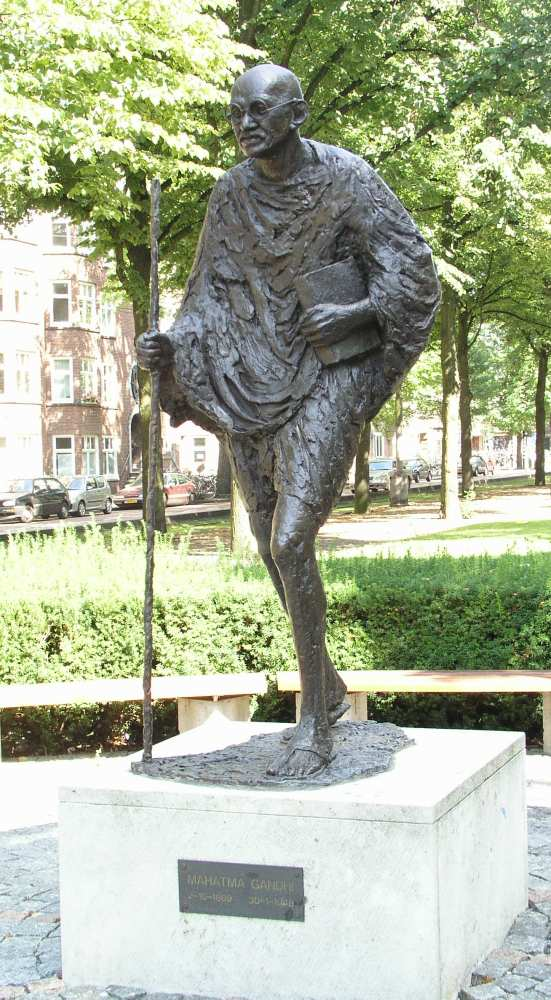
Statue de Gandhi à Amsterdam, où il est représenté portant la dhoti traditionnelle.

En Inde du Nord, elle est portée avec un kurta, la combinaison étant connue alors comme un « dhoti-kurta ». La dhoti est associée par beaucoup d'Occidentaux à la personne du Mahatma Gandhi, qui, à partir d'un certain âge, a choisi d'abandonner les vêtements occidentaux, la marque du colonialisme, pour ce vêtement traditionnel de l'Inde.
La dhoti a le statut d'un vêtement d'usage formel, dans la majeure partie de l'Inde, mais elle est de moins en moins populaire parmi les hommes des principales métropoles, contrairement au sari qui reste le vêtement favori des femmes indiennes. Même à Kolkata, où pour le siècle et demi passé, elle était extrêmement à la mode comme vêtement de tous les jours, son utilisation entame un déclin sensible. Le dhoti-kurta fait cependant toujours partie des tenues formelles acceptées dans les country-clubs huppés qui imposent un code vestimentaire à leurs membres.
La dhoti est également très répandue dans l'Inde du Sud. Dans l’État de Tamil Nadu, elle s'appelle le veshti et elle est alors simplement enroulée autour de la taille par les hommes. Cette manière de la porter est également répandue dans les États voisins du Kerala et du Karnataka. Beaucoup d'hommes politiques du sud de l'Inde, comme H. D. Deve Gowda, portent fréquemment la dhoti, pour marquer leur proximité avec l'homme du commun.

## Sources